# SCP: Secret Laboratory
SCP: Secret Laboratory (auch kurz Secret Lab) ist ein Multiplayer-Videospiel, das von Northwood Studios entwickelt wurde und im SCP-Universum spielt. Basierend auf dem 2012 veröffentlichten Spiel SCP – Containment Breach, bietet das Spiel eine Spielerfahrung, in der die Spieler verschiedene Rollen übernehmen und ums Überleben kämpfen muss.

## Gameplay
SCP: Secret Laboratory spielt in einer unterirdischen Forschungseinrichtung, in der verschiedene SCPs, Foundation-Mitarbeiter und Chaos Insurgency agieren. Jeder Spieler übernimmt eine bestimmte Rolle und hat unterschiedliche Ziele. Die SCPs sind gefährliche Wesen mit einzigartigen Fähigkeiten, während das Foundation-Personal versucht, die Ordnung aufrechtzuerhalten und aus der Anlage zu entkommen. Die Chaos Insurgency hingegen kämpfen gegen die Foundation und versuchen, Chaos zu verbreiten. Das Gameplay ist stark von Teamarbeit und strategischer Zusammenarbeit geprägt, um die Ziele zu erreichen oder zu überleben.

## Rollen und SCPs

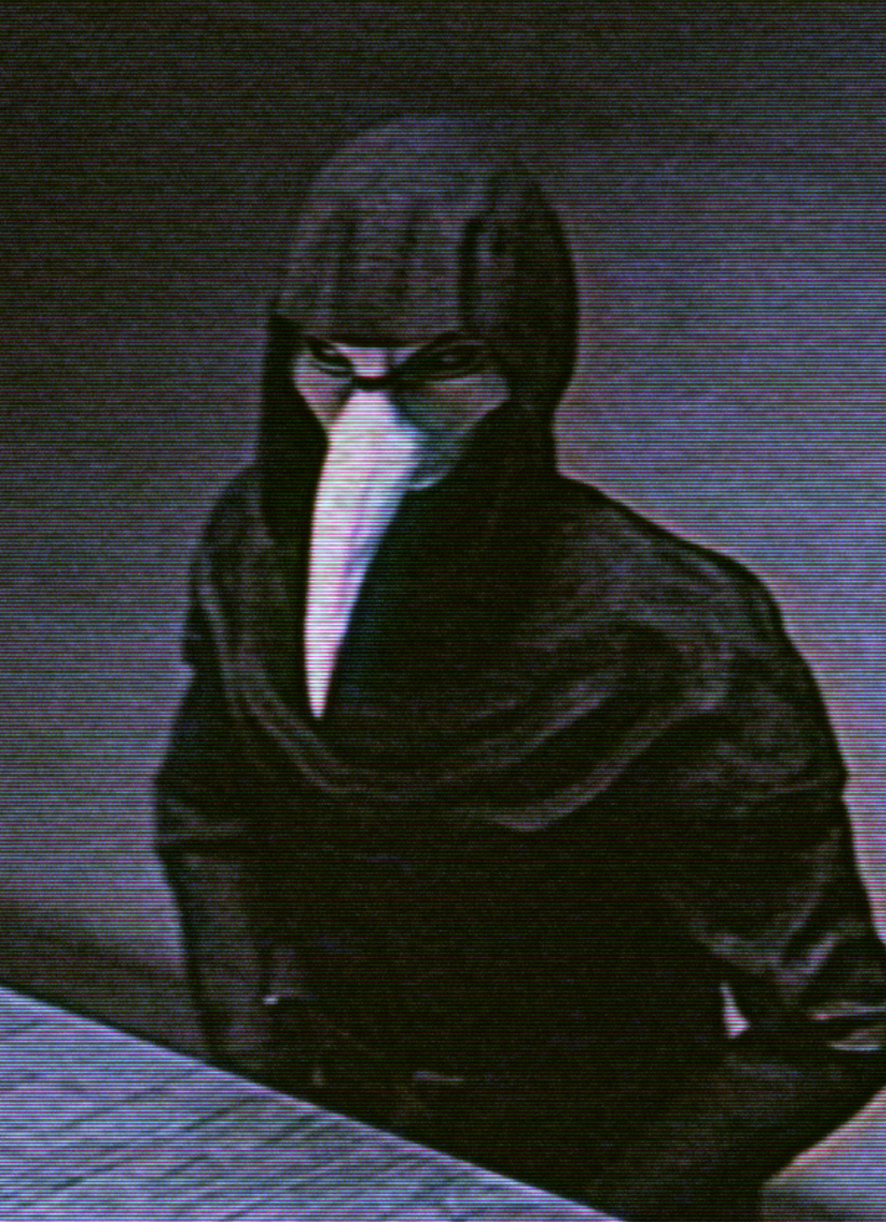
SCP-049

SCP: Secret Laboratory hat verschiedene spielbare Rollen. Spieler können Foundation-Personal wie Wissenschaftler, Sicherheitspersonal oder MTF Personal (Mobile-Task-Force Personal) auswählen, und haben die Möglichkeit auf der Seite der Chaos Insurgency zu spielen, wozu auch die D-Klassen gehören. Darüber hinaus kann der Spieler auch SCPs spielen.

## Community und Updates
SCP: Secret Laboratory hat eine engagierte Community. Die Spieler interagieren miteinander, organisieren Events und teilen ihre Erfahrungen im Spiel. Die Entwickler von Northwood Studios unterstützen das Spiel aktiv und bieten regelmäßige Updates an, um das Spielerlebnis zu verbessern und neue Inhalte hinzuzufügen.